# Waiporia tuata
Waiporia tuata är en spindelart som beskrevs av Forster och Norman I. Platnick 1985. Waiporia tuata ingår i släktet Waiporia och familjen Orsolobidae. Inga underarter finns listade i Catalogue of Life.